# Tumak (1987)
Tumak – holownik portowo-redowy, eksploatowany od 1987 roku, zbudowany we Włoszech dla włoskiego armatora Rimirchiatori Riuniti pod nazwą Germania, eksploatowany w 1995 roku przez polskiego armatora Protank, a następnie holenderskiego armatora Kotug. Później holownik jeszcze zmieniał nazwy na Telstar, Sirius i Guardsman.

## Historia
Holownik został zamówiony 1 lipca 1986 roku przez włoskiego armatora Rimirchiatori Riuniti we włoskiej stoczni Cantieri Navale Ferrari w La Spezia (numer budowy 54). Przekazano go do eksploatacji 1 lipca 1987 roku. Nosił pierwotnie nazwę „Germania”. Klasyfikowany był przez włoski rejestr RINA.
Holownik został następnie zakupiony  przez spółkę zarejestrowaną na Malcie, stanowiąca własność polskiej spółki Polskie Ratownictwo Okrętowe (miało to miejsce w celu uniknięcia cła przy imporcie statków). Operatorem była spółka Protank Sp. z o.o., założona przez PRO w celu świadczenia usług holowniczych, głównie w Porcie Północnym. W 1995 roku przemianowano go na „Tumak”. Sprowadzenie holownika pod banderą maltańską spotkało się jednak z protestami dotychczasowego faktycznego monopolisty obsługującego port WUŻ Gdańsk, któremu sprzyjały władze portu gdańskiego. W efekcie holownik był mało wykorzystywany, a po około roku czasu został sprzedany. 
Kolejnym właścicielem został holenderski armator BV Riviervaart-Maatschappij Richard, a operatorem – Kotug z Rotterdamu. Holownik był eksploatowany w Rotterdamie i innych portach zachodnioeuropejskich bez zmiany nazwy. Później holownik jeszcze zmieniał właścicieli i nazwy na „Telstar”, „Sirius” i „Guardsman”.

## Opis

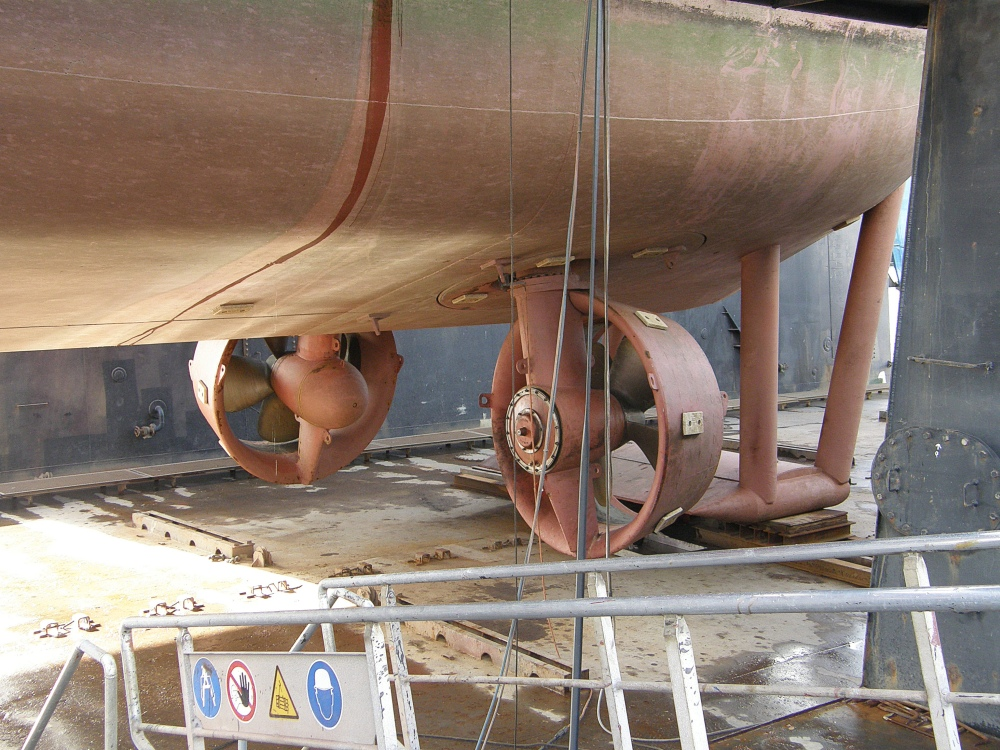
Pędniki azymutalne „Tumaka”

Holownik portowo-redowy typu traktor, z pędnikami ciągnącymi. Napęd stanowią dwa silniki wysokoprężne Deutz MWM SBV6M 6286 o łącznej mocy 3100 KM (2312 kW), lub według Protanku, 3250 KM. Napęd przenoszony jest na dwa pędniki azymutalne w dyszach Aquamaster US 1401, zamocowane pod częścią dziobową. Prędkość eksploatacyjna przy pływaniu swobodnym wynosi 10,7 węzła. 
Uciąg na palu wynosi 41 T (40 T według innych danych). Holownik ma automatyczną hydrauliczną windę holowniczą, hak holowniczy i rufową przewłokę holowniczą. Posiada również wyposażenie przeciwpożarowe w postaci monitora wodno-pianowego o wydajności 600 m³/h. Sterowanie pracą silników, windy holowniczej, haka i monitora wodno-pianowego odbywa się z centralnie umieszczonego mostka głównego. Jednostka posiada radar, radiotelefon UKF i system nawigacji GPS.